# Les Coteaux Périgourdins
Les Coteaux Périgourdins község Franciaország Új-Aquitania régiójában, Dordogne megyében. Új községként 2017. január 1-jén jött létre két korábbi község: Chavagnac és Grèzes egyesítésével. Lakosainak száma 551 fő (2022. január 1.).

## Népesség
| Lakosok száma | 583  | 590  | 581  | 572  | 563  | 556  | 551  |
|               | 2015 | 2017 | 2018 | 2019 | 2020 | 2021 | 2022 |